# Arbeidernes Ungdomsfylking
Arbeidernes Ungdomsfylking (AUF) er en norsk politisk ungdomsorganisation, der er tilknyttet Det norske Arbeiderparti. Med sine 8.997 medlemmer (2022), er det Norges største politiske ungdomsorganisation.
AUF blev dannet i sin nuværende form i 1927, da Venstrekommunistisk Ungdomsfylkning og Norges sosialistiske ungdomsforbund blev lagt sammen. Arbeiderpartiets første ungdomsorganisation blev imidlertid grundlagt allerede i 1903, hvilket AUF selv regner som sit etableringsår. AUF har været en af de mest indflydelsesrige ungdomsorganisationer i Norge, og rækken af formænd tæller bl.a. Trygve Bratteli, Thorbjørn Jagland og Jens Stoltenberg. Siden 2010 har Eskil Pedersen været landsformand for AUF. 
AUF er medlem af International Union of Socialist Youth og YES.
Lederen (pr. 2023) er Astrid Willa Eide Hoem.

## Massakren på Utøya
Den 22. juli 2011, mens AUF holdt sommerstævne på øen Utøya, blev øen angrebet af den 32-årige højreekstremist Anders Behring Breivik, der udgav sig for at være politimand. I løbet af en time nåede han at dræbe mindst 68 personer, og mindst 90 blev indlagt på hospitalet.